# Pseudosporochnus
Lo pseudosporocno (gen. Pseudosporochnus) è una pianta estinta, vissuta nel Devoniano medio (circa 365 milioni di anni fa), i cui resti sono stati ritrovati in Europa.

## Descrizione
Questa pianta rappresenta uno dei più antichi alberi noti: possedeva infatti un tronco robusto e l'altezza raggiungeva i tre metri. Il tronco centrale era sostenuto da un gran numero di radici e portava una corona di fronde simili a foglie. Recenti ritrovamenti di cicatrici fogliari lungo i tronchi di Pseudosporochnus ha indotto alcuni studiosi a ritenere che lo stesso tronco fosse ricoperto abbondantemente da altre fronde laterali, capaci di staccarsi alla base.
L'altezza di Pseudosporochnus era considerevole per un albero del suo periodo, e doveva essere una delle piante più alte del Devoniano medio.

## Classificazione
I primi resti frammentari di Pseudosporochnus, rinvenuti a fine '800, vennero interpretati come alghe; solo in seguito si capì che questa pianta era un organismo terrestre dotato di un alto fusto.
Attualmente lo pseudosporocno è considerato un membro delle cladoxylopsidi, un gruppo di piante caratterizzate da un complesso sistema vascolare dotato di numerose strutture radiali (xilemi).
Lo pseudosporocno dà il nome all'ordine delle Pseudosporochnales, che comprende anche Calamophyton, Lorophyton e Wattieza. Quest'ultimo genere è considerato il componente principale delle più antiche foreste della Terra.
Nel corso del Devoniano superiore, le piante terrestri aumentarono ancora di dimensioni (ad es. Archaeopteris).